# Struct (زبان برنامه‌نویسی سی)
Struct در زبان برنامه‌نویسی سی یک نوع داده‌ای ساخت یافته (به انگلیسی: record) است که مجموعه‌ای از اشیای برچسب خورده را که احتمالاً نوع یکسانی ندارند، در کنار هم درون یک شیء قرار می‌دهد.
نحوهٔ اعلان آن در زبان برنامه‌نویسی سی به صورت زیر است:
```
struct
 
tag_name

{

   
type
 
attribute
;

   
type
 
attribute2
;

   
/*... */

};

```